# Eilika (Sachsen)
Eilika von Sachsen (* um 1081; † 16. Januar 1142) war nach ihrer Heirat Gräfin von Ballenstedt.

## Leben
Sie war die jüngere Tochter des sächsischen Herzogs Magnus Billung von Sachsen und von Sophia, Tochter des ungarischen Königs Béla I. Ihre ältere Schwester war Wulfhild, die den Welfen Heinrich den Schwarzen heiratete. Da Magnus ohne Söhne starb, ging der sächsische Herzogtitel an Lothar von Süpplingenburg. Über die beiden Töchter gingen die Alliodialgüter an deren Ehemänner und damit an die Welfen und Ballenstedter (Askanier). Die Mark Transalbingen und die mit der Herzogswürde verknüpften Rechte gingen an Lothar.
Um 1094 heiratete Eilika Graf Otto von Ballenstedt aus dem Geschlecht der Askanier, der 1112 kurzzeitig Herzog von Sachsen wurde. Aus dieser Ehe ging als Sohn Albrecht der Bär hervor, der unter dem Staufer Konrad III. ebenfalls zeitweilig Herzog von Sachsen wurde und später das rechtselbische Havelland erwarb, aus dem seit dem Jahre 1157 die Mark Brandenburg schrittweise entstand. Er unterlag seinem Cousin, dem Welfen Heinrich dem Stolzen im Kampf um das Herzogtum Sachsen, dessen Sohn Heinrich der Löwe letztendlich von Kaiser Friedrich I. Barbarossa die Würde eines Herzogs von Sachsen zugesprochen bekam.
Durch Eilika gelangten die Askanier nach Aussterben der Billunger im Mannesstamm an einen Teil der Billunger Allodialgüter. Dabei ist nicht sicher, um welche Gebiete es sich im Einzelnen handelte.
Im nach dem Tod Kaiser Lothars III. ausbrechenden sächsischen Erbfolgestreit um den Titel des Herzogs von Sachsen unterstützte sie ihren Sohn Albrecht aktiv von ihrem Witwensitz aus, namentlich von Bernburg, das von den Anhängern Heinrichs des Stolzen eingenommen und zerstört wurde.